# Italiens damlandslag i volleyboll

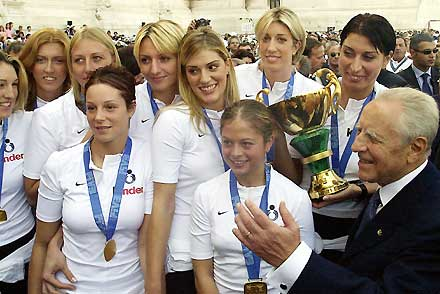
Italiens damlandslag har vunnit världsmästerskapet 2002 och firar guldet tillsammans med Italiens dåvarande president Carlo Azeglio Ciampi.

Italiens damlandslag i volleyboll (italienska: Nazionale di pallavolo femminile dell'Italia) representerar Italien i volleyboll på damsidan. Laget har vunnit OS en gång (2024), VM en gång (2002) samt EM tre gånger (2007,  2009 och  2021).
De olika ungdomslagen har även de varit framgångsrika. Italien vann VM för U18-lag både 2015 och 2017.

## Result

### Olympiska sommarspelen
Mästare       Tvåa       Trea       Fyra
| Olympiska sommarspelen | Olympiska sommarspelen | Olympiska sommarspelen | Olympiska sommarspelen | Olympiska sommarspelen | Olympiska sommarspelen | Olympiska sommarspelen | Olympiska sommarspelen | Olympiska sommarspelen |
| År                     | Runda                  | Position               | M                      | V                      | F                      | SV                     | SF                     | Trupp                  |
| ---------------------- | ---------------------- | ---------------------- | ---------------------- | ---------------------- | ---------------------- | ---------------------- | ---------------------- | ---------------------- |
| 1964                   | Ej kvalificerad        | Ej kvalificerad        | Ej kvalificerad        | Ej kvalificerad        | Ej kvalificerad        | Ej kvalificerad        | Ej kvalificerad        | Ej kvalificerad        |
| 1968                   | Ej kvalificerad        | Ej kvalificerad        | Ej kvalificerad        | Ej kvalificerad        | Ej kvalificerad        | Ej kvalificerad        | Ej kvalificerad        | Ej kvalificerad        |
| 1972                   | Ej kvalificerad        | Ej kvalificerad        | Ej kvalificerad        | Ej kvalificerad        | Ej kvalificerad        | Ej kvalificerad        | Ej kvalificerad        | Ej kvalificerad        |
| 1976                   | Ej kvalificerad        | Ej kvalificerad        | Ej kvalificerad        | Ej kvalificerad        | Ej kvalificerad        | Ej kvalificerad        | Ej kvalificerad        | Ej kvalificerad        |
| 1980                   | Ej kvalificerad        | Ej kvalificerad        | Ej kvalificerad        | Ej kvalificerad        | Ej kvalificerad        | Ej kvalificerad        | Ej kvalificerad        | Ej kvalificerad        |
| 1984                   | Ej kvalificerad        | Ej kvalificerad        | Ej kvalificerad        | Ej kvalificerad        | Ej kvalificerad        | Ej kvalificerad        | Ej kvalificerad        | Ej kvalificerad        |
| 1988                   | Ej kvalificerad        | Ej kvalificerad        | Ej kvalificerad        | Ej kvalificerad        | Ej kvalificerad        | Ej kvalificerad        | Ej kvalificerad        | Ej kvalificerad        |
| 1992                   | Ej kvalificerad        | Ej kvalificerad        | Ej kvalificerad        | Ej kvalificerad        | Ej kvalificerad        | Ej kvalificerad        | Ej kvalificerad        | Ej kvalificerad        |
| 1996                   | Ej kvalificerad        | Ej kvalificerad        | Ej kvalificerad        | Ej kvalificerad        | Ej kvalificerad        | Ej kvalificerad        | Ej kvalificerad        | Ej kvalificerad        |
| 2000                   | Första rundan          | 9                      | 5                      | 1                      | 4                      | 7                      | 12                     | trupp                  |
| 2004                   | Kvartsfinal            | 5                      | 6                      | 4                      | 2                      | 16                     | 6                      | trupp                  |
| 2008                   | Kvartsfinal            | 5                      | 6                      | 4                      | 2                      | 14                     | 7                      | trupp                  |
| 2012                   | Kvartsfinal            | 5                      | 6                      | 4                      | 2                      | 15                     | 8                      | trupp                  |
| 2016                   | Första rundan          | 9                      | 5                      | 1                      | 4                      | 4                      | 12                     | trupp                  |
| 2020                   | Kvartsfinal            | 6                      | 6                      | 3                      | 3                      | 11                     | 10                     | trupp                  |
| 2024                   | Final                  | 1                      | 6                      | 6                      | 0                      | 18                     | 1                      | trupp                  |
| Totalt                 | 1 titel                | 7/16                   | 40                     | 23                     | 17                     | 85                     | 56                     |                        |

### Världsmästerskap
Mästare       Tvåa       Trea       Fyra
| Världsmästerskap | Världsmästerskap | Världsmästerskap | Världsmästerskap | Världsmästerskap | Världsmästerskap | Världsmästerskap | Världsmästerskap | Världsmästerskap |
| År               | Runda            | Position         | M                | V                | F                | SV               | SF               | trupp            |
| ---------------- | ---------------- | ---------------- | ---------------- | ---------------- | ---------------- | ---------------- | ---------------- | ---------------- |
| 1952             | Deltog ej        | Deltog ej        | Deltog ej        | Deltog ej        | Deltog ej        | Deltog ej        | Deltog ej        | Deltog ej        |
| 1956             | Deltog ej        | Deltog ej        | Deltog ej        | Deltog ej        | Deltog ej        | Deltog ej        | Deltog ej        | Deltog ej        |
| 1960             | Deltog ej        | Deltog ej        | Deltog ej        | Deltog ej        | Deltog ej        | Deltog ej        | Deltog ej        | Deltog ej        |
| 1962             | Deltog ej        | Deltog ej        | Deltog ej        | Deltog ej        | Deltog ej        | Deltog ej        | Deltog ej        | Deltog ej        |
| 1967             | Deltog ej        | Deltog ej        | Deltog ej        | Deltog ej        | Deltog ej        | Deltog ej        | Deltog ej        | Deltog ej        |
| 1970             | Ej kvalificerad  | Ej kvalificerad  | Ej kvalificerad  | Ej kvalificerad  | Ej kvalificerad  | Ej kvalificerad  | Ej kvalificerad  | Ej kvalificerad  |
| 1974             | Ej kvalificerad  | Ej kvalificerad  | Ej kvalificerad  | Ej kvalificerad  | Ej kvalificerad  | Ej kvalificerad  | Ej kvalificerad  | Ej kvalificerad  |
| 1978             | Första rundan    | 20               | 9                | 3                | 6                | 12               | 18               | trupp            |
| 1982             | Första rundan    | 15               | 8                | 4                | 4                | 16               | 15               | trupp            |
| 1986             | Andra rundan     | 9                | 8                | 3                | 5                | 10               | 18               | trupp            |
| 1990             | Åttondelsfinal   | 10               | 6                | 2                | 4                | 7                | 14               | trupp            |
| 1994             | Första rundan    | 13               | 3                | 0                | 3                | 3                | 9                | trupp            |
| 1998             | Andra rundan     | 5                | 8                | 5                | 3                | 17               | 9                | trupp            |
| 2002             | Final            | 1                | 11               | 9                | 2                | 30               | 9                | trupp            |
| 2006             | Semifinal        | 4                | 11               | 8                | 3                | 22               | 10               | trupp            |
| 2010             | Andra rundan     | 5                | 11               | 8                | 3                | 28               | 13               | trupp            |
| 2014             | Semifinal        | 4                | 13               | 10               | 3                | 35               | 13               | trupp            |
| 2018             | Final            | 2                | 13               | 11               | 2                | 36               | 13               | trupp            |
| , 2022           | Semifinal        | 3                | 12               | 10               | 2                | 33               | 10               | trupp            |
| Totalt           | 1 titel          | 12/19            | 113              | 73               | 40               | 249              | 151              |                  |

- 2002 —  Guldmedalj
Anzanello, Borrelli, Cardullo, Leggeri, Lo Bianco, Mello, Mifkova, Paggi, Piccinini, Rinieri, Sangiuliano, Togut. Huvudtränare: Bonitta

### World Cup
Mästare       Tvåa       Trea       Fyra
| FIVB World Cup | FIVB World Cup  | FIVB World Cup  | FIVB World Cup  | FIVB World Cup  | FIVB World Cup  | FIVB World Cup  | FIVB World Cup  | FIVB World Cup  |
| År             | Runda           | Position        | M               | V               | F               | SV              | SF              | trupp           |
| -------------- | --------------- | --------------- | --------------- | --------------- | --------------- | --------------- | --------------- | --------------- |
| 1973           | Ej kvalificerad | Ej kvalificerad | Ej kvalificerad | Ej kvalificerad | Ej kvalificerad | Ej kvalificerad | Ej kvalificerad | Ej kvalificerad |
| 1977           | Ej kvalificerad | Ej kvalificerad | Ej kvalificerad | Ej kvalificerad | Ej kvalificerad | Ej kvalificerad | Ej kvalificerad | Ej kvalificerad |
| 1981           | Ej kvalificerad | Ej kvalificerad | Ej kvalificerad | Ej kvalificerad | Ej kvalificerad | Ej kvalificerad | Ej kvalificerad | Ej kvalificerad |
| 1985           | Ej kvalificerad | Ej kvalificerad | Ej kvalificerad | Ej kvalificerad | Ej kvalificerad | Ej kvalificerad | Ej kvalificerad | Ej kvalificerad |
| 1989           | Ej kvalificerad | Ej kvalificerad | Ej kvalificerad | Ej kvalificerad | Ej kvalificerad | Ej kvalificerad | Ej kvalificerad | Ej kvalificerad |
| 1991           | Ej kvalificerad | Ej kvalificerad | Ej kvalificerad | Ej kvalificerad | Ej kvalificerad | Ej kvalificerad | Ej kvalificerad | Ej kvalificerad |
| 1995           | Ej kvalificerad | Ej kvalificerad | Ej kvalificerad | Ej kvalificerad | Ej kvalificerad | Ej kvalificerad | Ej kvalificerad | Ej kvalificerad |
| 1999           | -               | 7               | 11              | 5               | 6               | 19              | 21              | trupp           |
| 2003           | -               | 4               | 11              | 7               | 4               | 22              | 14              | trupp           |
| 2007           | -               | 1               | 11              | 11              | 0               | 33              | 2               | trupp           |
| 2011           | -               | 1               | 11              | 10              | 1               | 31              | 8               | trupp           |
| 2015           | Ej kvalificerad | Ej kvalificerad | Ej kvalificerad | Ej kvalificerad | Ej kvalificerad | Ej kvalificerad | Ej kvalificerad | Ej kvalificerad |
| 2019           | Ej kvalificerad | Ej kvalificerad | Ej kvalificerad | Ej kvalificerad | Ej kvalificerad | Ej kvalificerad | Ej kvalificerad | Ej kvalificerad |
| Totalt         | 2 titlar        | 4/13            | 44              | 33              | 11              | 105             | 45              |                 |

- 2007 —  Guldmedalj
Anzanello, Guiggi, Barazza, Secolo, Cardullo, Ortolani, Agüero, Ferretti, Lo Bianco, Del Core, Gioli. Huvudtränare: Barbolini

- 2011 —  Guldmedalj
Anzanello, Barcellini, Croce, de Gennaro, Costagrande, C. Bosetti, Sirressi, Arrighetti, Lo Bianco, Del Core, L. Bosetti, Gioli, Signorile, Folie. Huvudtränare: Barbolini

### World Grand Prix
Mästare       Tvåa       Trea       Fyra
| FIVB World Grand Prix | FIVB World Grand Prix | FIVB World Grand Prix | FIVB World Grand Prix | FIVB World Grand Prix | FIVB World Grand Prix | FIVB World Grand Prix | FIVB World Grand Prix | FIVB World Grand Prix |
| År                    | Runda                 | Position              | M                     | V                     | F                     | SV                    | SF                    | trupp                 |
| --------------------- | --------------------- | --------------------- | --------------------- | --------------------- | --------------------- | --------------------- | --------------------- | --------------------- |
| 1993                  | Deltog ej             | Deltog ej             | Deltog ej             | Deltog ej             | Deltog ej             | Deltog ej             | Deltog ej             | Deltog ej             |
| 1994                  | Första rundan         | 8                     | 9                     | 2                     | 7                     | 12                    | 22                    | trupp                 |
| 1995                  | Deltog ej             | Deltog ej             | Deltog ej             | Deltog ej             | Deltog ej             | Deltog ej             | Deltog ej             | Deltog ej             |
| 1996                  | Deltog ej             | Deltog ej             | Deltog ej             | Deltog ej             | Deltog ej             | Deltog ej             | Deltog ej             | Deltog ej             |
| 1997                  | Första rundan         | 6                     | 9                     | 4                     | 5                     | 15                    | 21                    | trupp                 |
| 1998                  | Första rundan         | 5                     | 9                     | 4                     | 5                     | 14                    | 21                    | trupp                 |
| 1999                  | Semifinal             | 4                     | 8                     | 3                     | 5                     | 13                    | 18                    | trupp                 |
| 2000                  | Första rundan         | 7                     | 11                    | 2                     | 9                     | 10                    | 30                    | trupp                 |
| 2001                  | Ej kvalificerad       | Ej kvalificerad       | Ej kvalificerad       | Ej kvalificerad       | Ej kvalificerad       | Ej kvalificerad       | Ej kvalificerad       | Ej kvalificerad       |
| 2002                  | Ej kvalificerad       | Ej kvalificerad       | Ej kvalificerad       | Ej kvalificerad       | Ej kvalificerad       | Ej kvalificerad       | Ej kvalificerad       | Ej kvalificerad       |
| 2003                  | Finalrundan           | 5                     | 10                    | 3                     | 7                     | 19                    | 25                    | trupp                 |
| 2004                  | Final                 | 2                     | 13                    | 8                     | 5                     | 29                    | 23                    | trupp                 |
| 2005                  | Finalrundan           | 2                     | 14                    | 9                     | 5                     | 32                    | 16                    | trupp                 |
| 2006                  | Semifinal             | 3                     | 13                    | 9                     | 4                     | 31                    | 18                    | trupp                 |
| 2007                  | Semifinal             | 3                     | 14                    | 9                     | 5                     | 33                    | 21                    | trupp                 |
| 2008                  | Semifinal             | 3                     | 14                    | 10                    | 4                     | 33                    | 22                    | trupp                 |
| 2009                  | Ej kvalificerad       | Ej kvalificerad       | Ej kvalificerad       | Ej kvalificerad       | Ej kvalificerad       | Ej kvalificerad       | Ej kvalificerad       | Ej kvalificerad       |
| 2010                  | Semifinal             | 3                     | 14                    | 8                     | 6                     | 30                    | 22                    | trupp                 |
| 2011                  | Andra rundan          | 7                     | 13                    | 8                     | 5                     | 27                    | 24                    | trupp                 |
| 2012                  | Första rundan         | 10                    | 9                     | 4                     | 5                     | 16                    | 19                    | trupp                 |
| 2013                  | Finalrundan           | 5                     | 14                    | 8                     | 6                     | 31                    | 23                    | trupp                 |
| 2014                  | Första rundan         | 10                    | 9                     | 5                     | 4                     | 18                    | 18                    | trupp                 |
| 2015                  | Finalrundan           | 5                     | 14                    | 7                     | 7                     | 26                    | 27                    | trupp                 |
| 2016                  | Första rundan         | 8                     | 9                     | 4                     | 5                     | 19                    | 19                    | trupp                 |
| 2017                  | Final                 | 2                     | 13                    | 8                     | 5                     | 28                    | 22                    | trupp                 |
| Totalt                | Ingen                 | 19/25                 | 219                   | 115                   | 104                   | 436                   | 411                   |                       |

### FIVB Nations League
Mästare       Tvåa       Trea       Fyra
| FIVB Nations League | FIVB Nations League | FIVB Nations League | FIVB Nations League | FIVB Nations League | FIVB Nations League | FIVB Nations League | FIVB Nations League | FIVB Nations League |
| År                  | Runda               | Position            | M                   | V                   | F                   | SV                  | SF                  | Trupp               |
| ------------------- | ------------------- | ------------------- | ------------------- | ------------------- | ------------------- | ------------------- | ------------------- | ------------------- |
| 2018                | Första rundan       | 7                   | 15                  | 10                  | 5                   | 34                  | 22                  | trupp               |
| 2019                | Finalrundan         | 6                   | 17                  | 11                  | 6                   | 40                  | 27                  | trupp               |
| 2021                | Första rundan       | 12                  | 15                  | 4                   | 11                  | 24                  | 35                  | trupp               |
| 2022                | Final               | 1                   | 15                  | 13                  | 2                   | 40                  | 14                  | trupp               |
| 2023                | Kvartsfinal         | 6                   | 13                  | 8                   | 5                   | 29                  | 26                  | trupp               |
| 2024                | Final               | 1                   | 15                  | 13                  | 2                   | 41                  | 11                  | trupp               |
| 2025                | Final               | 1                   | 15                  | 15                  | 0                   | 45                  | 8                   | trupp               |
| Totalt              | 3 titlar            | 7/7                 | 105                 | 74                  | 31                  | 253                 | 143                 | —                   |

### Europamästerskap
Mästare       Tvåa       Trea       Fyra
| Europamästerskap | Europamästerskap | Europamästerskap | Europamästerskap | Europamästerskap | Europamästerskap | Europamästerskap | Europamästerskap | Europamästerskap |
| År               | Runda            | Position         | M                | V                | F                | SV               | SF               | trupp            |
| ---------------- | ---------------- | ---------------- | ---------------- | ---------------- | ---------------- | ---------------- | ---------------- | ---------------- |
| 1949             | Deltog ej        | Deltog ej        | Deltog ej        | Deltog ej        | Deltog ej        | Deltog ej        | Deltog ej        | Deltog ej        |
| 1950             | Deltog ej        | Deltog ej        | Deltog ej        | Deltog ej        | Deltog ej        | Deltog ej        | Deltog ej        | Deltog ej        |
| 1951             | Första rundan    | 6                | 2                | 0                | 2                | 0                | 6                | trupp            |
| 1955             | Ej kvalificerad  | Ej kvalificerad  | Ej kvalificerad  | Ej kvalificerad  | Ej kvalificerad  | Ej kvalificerad  | Ej kvalificerad  | Ej kvalificerad  |
| 1958             | Ej kvalificerad  | Ej kvalificerad  | Ej kvalificerad  | Ej kvalificerad  | Ej kvalificerad  | Ej kvalificerad  | Ej kvalificerad  | Ej kvalificerad  |
| 1963             | Ej kvalificerad  | Ej kvalificerad  | Ej kvalificerad  | Ej kvalificerad  | Ej kvalificerad  | Ej kvalificerad  | Ej kvalificerad  | Ej kvalificerad  |
| 1967             | Första rundan    | 11               | 9                | 4                | 5                | 12               | 17               | trupp            |
| 1971             | Första rundan    | 8                | 7                | 5                | 2                | 15               | 8                | trupp            |
| 1975             | Första rundan    | 9                | 8                | 3                | 5                | 14               | 17               | trupp            |
| 1977             | Första rundan    | 11               | 7                | 2                | 5                | 9                | 16               | trupp            |
| 1979             | Ej kvalificerad  | Ej kvalificerad  | Ej kvalificerad  | Ej kvalificerad  | Ej kvalificerad  | Ej kvalificerad  | Ej kvalificerad  | Ej kvalificerad  |
| 1981             | Första rundan    | 8                | 8                | 5                | 3                | 17               | 10               | trupp            |
| 1983             | Första rundan    | 7                | 8                | 5                | 3                | 15               | 10               | trupp            |
| 1985             | Finalrundan      | 5                | 8                | 3                | 5                | 10               | 20               | trupp            |
| 1987             | Första rundan    | 6                | 7                | 3                | 4                | 12               | 14               | trupp            |
| 1989             | Semifinal        | 3                | 7                | 4                | 3                | 13               | 10               | trupp            |
| 1991             | Semifinal        | 4                | 7                | 4                | 3                | 14               | 9                | trupp            |
| 1993             | Semifinal        | 4                | 7                | 3                | 4                | 14               | 14               | trupp            |
| 1995             | Första rundan    | 6                | 7                | 3                | 4                | 13               | 14               | trupp            |
| 1997             | Första rundan    | 5                | 7                | 5                | 2                | 16               | 7                | trupp            |
| 1999             | Semifinal        | 3                | 5                | 3                | 2                | 12               | 8                | trupp            |
| 2001             | Final            | 2                | 7                | 6                | 1                | 20               | 7                | trupp            |
| 2003             | Första rundan    | 6                | 7                | 4                | 3                | 14               | 11               | trupp            |
| 2005             | Final            | 2                | 7                | 6                | 1                | 19               | 6                | trupp            |
| 2007             | Final            | 1                | 8                | 8                | 0                | 24               | 2                | trupp            |
| 2009             | Final            | 1                | 8                | 8                | 0                | 24               | 2                | trupp            |
| 2011             | Semifinal        | 4                | 6                | 3                | 3                | 13               | 11               | trupp            |
| 2013             | Kvartsfinal      | 6                | 5                | 3                | 2                | 10               | 7                | trupp            |
| 2015             | Kvartsfinal      | 7                | 5                | 3                | 2                | 10               | 8                | trupp            |
| 2017             | Kvartsfinal      | 5                | 4                | 3                | 1                | 9                | 6                | trupp            |
| 2019             | Semifinal        | 3                | 9                | 7                | 2                | 24               | 7                | trupp            |
| 2021             | Final            | 1                | 9                | 9                | 0                | 27               | 4                | trupp            |
| 2023             | Semifinal        | 4                | 9                | 7                | 2                | 23               | 5                | trupp            |
| Totalt           | 3 titlar         | 27/33            | 188              | 119              | 69               | 403              | 256              |                  |

- 2007 —  Guldmedalj
Gioli, Croce, Fiorin, Guiggi, Barazza, Secolo, Ortolani, Agüero, Ferretti, Lo Bianco, Del Core, Cardullo. Huvudtränare: Barbolini

- 2009 —  Guldmedalj
Crisanti, Rondon, Merlo, Barazza, Secolo, Cardullo, Ortolani, Piccinini, Arrighetti, Lo Bianco, Del Core, Bosetti, Gioli, Agüero. Huvudtränare: Barbolini

- 2021 —  Guldmedalj
Gennari, Bonifacio, Malinov, de Gennaro, Orro, Chirichella, Danesi, Fahr, Pietrini, Nwakalor, Sylla, Egonu, Parrocchiale, Mazzaro, d'Odorico. Huvudtränare: Mazzanti

### Fotnoter
1. ↑  Todor Krastev (9 augusti 2002). ”Women Volleyball XIV World Championship 2002 Germany 30.08-15.09 Winner Italy” (på engelska). Sport Statistics. Arkiverad från originalet den 27 december 2015. https://web.archive.org/web/20151227011747/http://todor66.com/volleyball/World/Women_2002.html. Läst 26 juni 2015.
2. ↑  Todor Krastev (9 augusti 2007). ”Women Volleyball XXIII European Championship 2007 Ankara (TUR) - 20-28.09 Winner Poland” (på engelska). Sport Statistics. Arkiverad från originalet den 27 maj 2015. https://web.archive.org/web/20150527060250/http://www.todor66.com/volleyball/Europe/Women_2007.html. Läst 26 juni 2015.
3. ↑  ”FIVB Volleyball Girls' U18 World Championship 2015” (på engelska). FIVB. Arkiverad från originalet den 21 januari 2025. https://web.archive.org/web/20250121094049/http://u18.women.2015.volleyball.fivb.com/. Läst 9 augusti 2025.
4. ↑  ”FIVB Volleyball Girls' U18 World Championship 2017” (på engelska). FIVB. Arkiverad från originalet den 9 december 2024. https://web.archive.org/web/20241209030922/http://u18.girls.2017.volleyball.fivb.com/. Läst 9 augusti 2025.